# This Is My Father
 (novembre 2020).
Pour plus de détails, voir Fiche technique et Distribution.
This Is My Father ou L'Histoire de mon père au Québec est un film irlando-américain réalisé par Paul Quinn, sorti en 1998.

## Fiche technique
- Réalisation : Paul Quinn
- Image : Declan Quinn
- Montage : Glenn Berman
- Musique : Donal Lunny

## Distribution
- Aidan Quinn (VQ : Alain Zouvi) : Kieran O'Dea
- James Caan (VQ : Jean-Marie Moncelet) : Kieran Johnson
- Moya Farrelly (VQ : Aline Pinsonneault) : Fiona Flynn
- Jacob Tierney (VQ : Hugolin Chevrette-Landesque) : Jack
- Gina Moxley (en) (VQ : Élise Bertrand) : Widow Flynn
- Colm Meaney (VQ : François Sasseville) : Seamus
- John Cusack (VQ : Pierre Auger) : Eddie Sharp, le pilote
- Donal Donnelly (VQ : Yves Massicotte) : John Maney
- Eamon Morrissey (en) (VQ : Jacques Brouillet) : le Père Mooney
- Stephen Rea (VQ : Jacques Lavallée) : le Père Quinn
- Brendan Gleeson (VQ : Jean-René Ouellet) : Jim, le garde
- Pat Shortt : Ben, le garde
- Moira Deady (en) : Mme Kearney
- John Kavanagh : Liam Finneran
- Fiona Glascott (VQ : Lisette Dufour) : Nuala

 Source et légende : version québécoise (VQ) sur Doublage.qc.ca